# Religione etnica

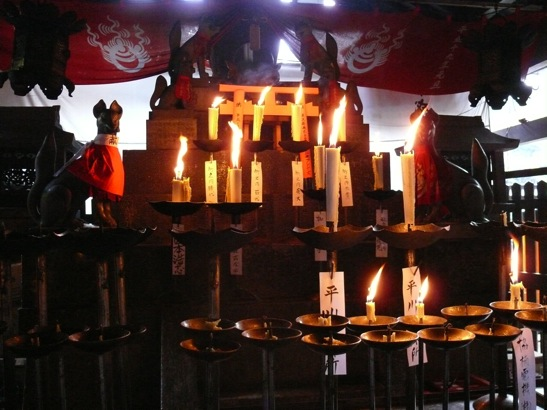
Altare a Inari Ōkami al santuario di Fushimi Inari-taisha a Kyoto. Lo shintoismo è la religione etnica dei giapponesi.

Nelle scienze delle religioni, una religione etnica è una religione o un sistema di credenze che sono associate a uno specifico gruppo etnico. Distinte da quelle universali, come il cristianesimo e l'islam dove si è cristiani o musulmani per semplice conversione, la religione etnica è limitata a un solo gruppo etnico.

## Terminologia
Sono stati proposti numerosi termini, come religione popolare ma sebbene la religione etnica e la religione popolare abbiano usi sovrapposti, quest'ultimo termine implica "l'appropriazione di credenze e pratiche religiose a livello popolare". Il termine di religione popolare, si è utilizzato per religioni africane e cinesi ma anche per religioni istituzionalizzate e con pratiche di conversione più democratiche, come il cristianesimo popolare e islam popolare.
Nel contesto occidentale, come in Canada e gli Stati Uniti è stato proposto un altro termine come religione naturale. Alcuni movimenti neopagani europei hanno adottato religione etnica per allinearsi con l’etnologia. Il Congresso mondiale delle religioni etniche decise il nome etniche dopo una discussione durata un giorno nel 1998 poiché, secondo la maggior parte delle persone che parteciparono alla discussione, il termine pagane aveva un connotato negativo, mentre etniche era molto più preciso per descrivere religioni uniche di un popolo e/o etnia. Nel discorso popolare e accademico in lingua inglese il Paganesimo, con la P maiuscola, è diventato un termine accettato.
I gruppi diasporici spesso mantengono la loro fede religiosa per mantenere una propria identità culturale distinta. Esempi si sono visti durante la diaspora africana nelle americhe con le religioni africane.
Alcune antiche religioni etniche come quelle trovate nell'Europa pre-moderna trovarono nuova vita nel neopaganesimo. Inoltre, religioni non-etniche come il cristianesimo sono conosciute per aver assunto dei caratteri etnici al punto da svolgere un ruolo come importante indicatore di identità etnica. Un importante esempio lo abbiamo con il "San-Savianesimo" della Chiesa Ortodossa Serba, e il patrimonio religioso e culturale del cristianesimo siriaco, branca specifica del popolo assiro.

## Esempi

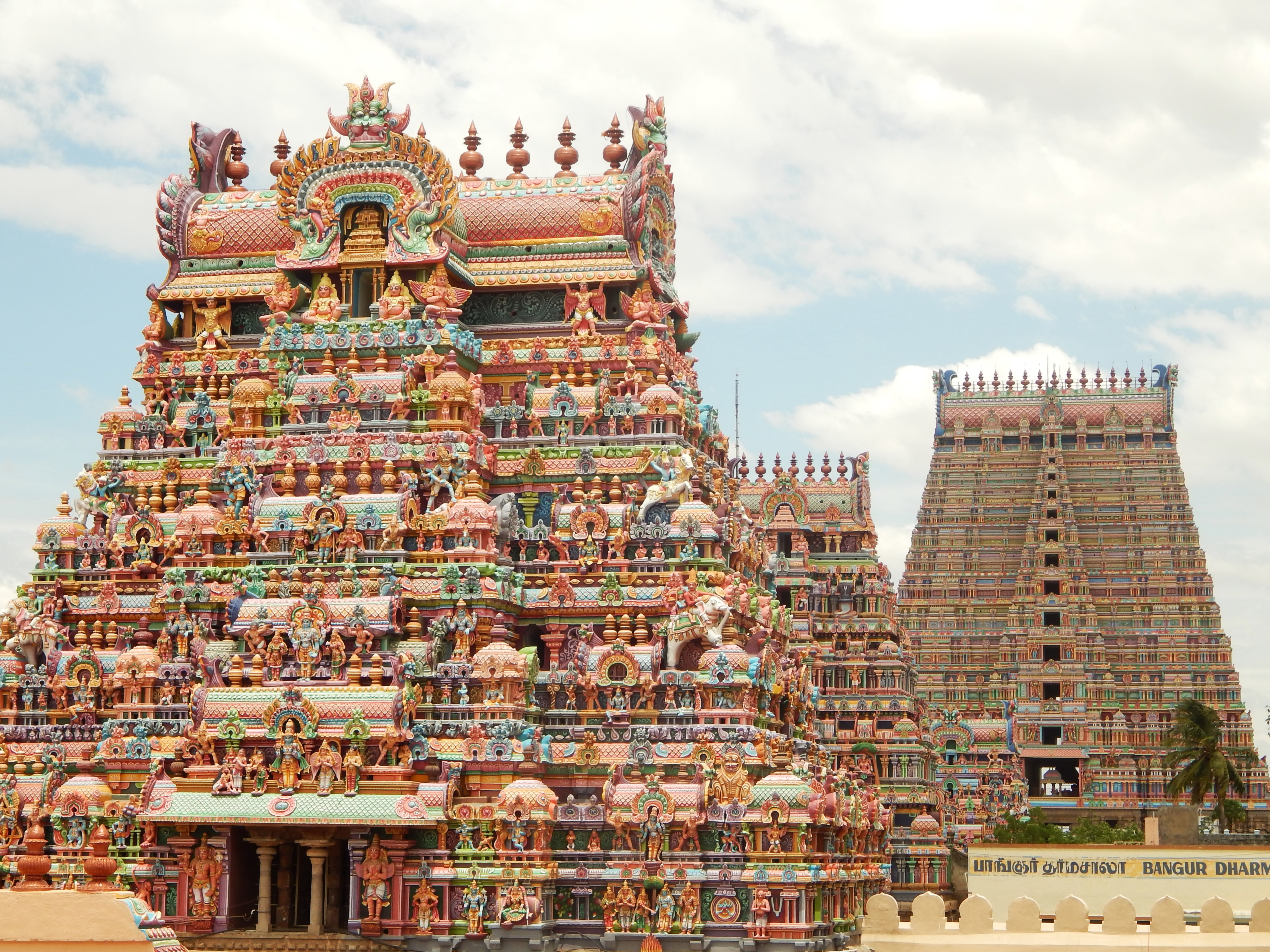
Il tempio di Ranganathaswamy, luogo sacro più grande dell'induismo, religione etnica con il maggior numero di fedeli

Attualmente, la religione etnica più professata è l'induismo, con una popolazione stimata, al 2010, di 1,2 miliardi di fedeli. Seguono lo shintoismo (87,2 milioni di fedeli al 2021) ed ebraismo. Nonostante l'ebraismo abbia numeri molto bassi rispetto alle prime due, gode comunque di grande notorietà poiché è la religione da cui si sono originati il cristianesimo e l'islam, fedi che non sono specifiche di un gruppo etnico.